# Bishōnen (film)
Bishonen (in cinese 美少年之戀, letteralmente amore tra giovani belli) è un film del 1998 diretto da Yonfan.
La pellicola, che narra di una sfortunata storia d'amore romantico omosessuale, è stata proiettata (restaurata e rimasterizzata) nel 2011 al Festival Internazionale di Busan, in Corea del Sud, nell'ambito di una retrospettiva dedicata alle opere più famose del regista.

## Trama
Jet è un truffatore il cui sex appeal sembra non aver limiti; questo suo status di bel ragazzo gli fa spesso e volentieri approfittare degli altri: tutti gli uomini finiscono col desiderare di far l'amore con lui, benché egli alla fin fine non sia mai stato innamorato di nessun altro tranne che di se stesso. 
Le cose iniziano però a cambiare dal momento in cui incontra una giovane coppia, Sam e Kana: sembra essersi innamorato a prima vista dell'uomo ed inizia a seguire i due per la strada.
Un amico di Jet, anche lui imbroglione incallito, dirige una rivista gay: sarà lui a permettere ai due d'incrociarsi di nuovo, in quello che sembra in apparenza un incontro perfettamente fortuito, ma in realtà sapientemente orchestrato. Sam a questo punto si rivela essere un poliziotto; inizia un'amicizia, con Jet che spera tra sé e sé che questa poi possa tramutarsi in qualcosa di più. Ma Sam non sembra proprio accorgersi delle intenzioni che l'amico dimostra aver verso di lui.
Jet ancora non lo sa, ma Sam ha già avuto anni addietro una relazione omosessuale con una popolare pop star coreana; e non sa neppure che l'amico direttore della rivista ha sofferto d'amore non corrisposto proprio nei confronti di Sam. Il finale vedrà incrociarsi nell'appartamento condiviso da Jet e l'amico i sentimenti, le speranze e le attese dei tre.

## Accoglienza

### Incassi
Il film ha incassato, negli Stati Uniti, 18.629 dollari americani.

## Riconoscimenti
- Golden Horse Film Festival 1998
  - Candidatura – Miglior direttore artistico (Yonfan)
  - Candidatura – Migliore colonna sonora (Chris Babida)
- Festival MIX Milano 1999
  - Candidatura – Migliore film (Yonfan)